# 구대성
구대성(具臺晟, 1969년 8월 2일 ~ )은 전 오스트레일리아 야구 리그 질롱 코리아의 투수이자, 전 SBS 스포츠의 야구 해설위원이다.

## 선수 시절

### 아마추어 시절
형이 야구를 하기 시작하며 그도 야구에 흥미를 느꼈다. 대전신흥초등학교 3학년 때 캐치볼을 가볍게 했는데 이 때부터 야구에 관심을 가졌고, 이듬해 4학년 때부터 정식 야구 선수가 됐다. 대전고등학교 1학년 때부터 두각을 나타내 1987년 제 42회 청룡기 전국고교야구 선수권대회에서 소속 팀을 우승으로 이끌었다. 1989년에 대전고등학교를 졸업하고 한양대학교 관광학과에 입학했다. 한양대학교 관광학과 시절 1년 선배인 정민태와 함께 국가대표팀에 뽑히며 '좌대성 우민태'라는 말이 나올 정도로 뛰어난 활약을 했다. 한양대학교 관광학과 1학년 때인 1989년에 대륙간컵 대회에 참가했다. 일본전에 선발 등판해 10회까지 던졌다. 경기에서 1점차로 졌으나 그는 이 때부터 '일본 킬러'라는 명성을 얻었다. 이 무렵 아마추어 최고의 왼손 투수로 명성을 쌓기 시작했는데 1989년 국제 야구 연맹 회장배 쟁탈 국제야구 대회 경기 미국전에서 2완봉승을 기록했다.

### 한국 프로야구 시절

#### 빙그레 이글스&한화 이글스시절
1993년에 1차 지명되며 입단하였다. 그러나 한양대학교 관광학과 시절 혹사 당한 어깨 때문에 프로에 입단해 바로 부상을 당해 데뷔 첫 시즌에는 두각을 나타내지 못했다.
이듬해 1994년부터 본격적으로 1군에 등판하기 시작했다. 데뷔 시즌이었던 1993년에는 2승에 그쳤지만 1994년에는 7승 8패, 2점대 평균자책점을 기록했다.
1996년에 18승(2선발승) 3패, 24세이브로 다승과 구원 부문을 동시에 석권하며 정규 리그 최우수 선수상을 수상하는 등 전천후 투수로 활동했다. 시즌 중 부상을 당해 뜸으로 치료했다. 그 당시 팀은 장정순, 이상군, 김대중이 이미 떠났거나 부상, 은퇴했고, 송진우는 1996년 이후 하락세를 겪었으며, 정민철은 그나마 잘 던졌고, 한용덕도 교통사고 후유증 때문에 하락세였고, 이상목도 그다지 잘 던지지 못해 당시 감독이었던 강병철이 그를 전천후로 투입시켰다. 그해 선발과 불펜을 오가며 139이닝을 소화했는데 현재까지 KBO 리그에서 활동했던 투수 중 그와 송진우, 신윤호 등 단 세 명만이 이룬 다승왕, 구원왕을 동시에 석권 기록을 달성했다. 1999년까지 7시즌을 치르며 55승 50패, 129세이브, 2점대 평균자책점을 기록했다.
1999년에 창단 14년 만에 팀을 한국시리즈 우승으로 이끌었다. 특히 1999년 한국시리즈에서 총 5경기에 나와 1승 1패, 3세이브를 거둬 최우수 선수상을 수상했다.
2000년 시드니 올림픽 동메달 결정전에서 9이닝 완투승을 거두며 한국이 동메달을 따는 데 크게 기여했다. 그 해 정규 리그에서 6승 7패, 21세이브, 2점대 평균자책점을 기록하며 마운드를 이끌었다. 시즌 후 일본 퍼시픽 리그로 진출했다.

### 일본 프로야구 시절

#### 오릭스 블루웨이브시절
2000년 시즌 후에 입단했다. 초반에 부진하다가 2년차부터는 쏠쏠한 활약을 해서 평균자책점 2위를 기록했지만 당시 팀이 하위권이었을 때라 그다지 빛을 발하지는 못했다. 2001년~2004년까지 4년간 통산 24승 34패, 10세이브, 3점대 평균자책점을 기록했다. 2004년 시즌 중 그의 소속 팀과 오사카 긴테쓰 버펄로스의 합병이 확정됐고, 2005년부터 오릭스 버펄로스 소속으로 활동했다. 팀명 변경 전 최종전인 2004년 9월 27일 오사카 긴테쓰 버펄로스전에서 선발 등판해 승을 거두며 팀명 변경 전에 승리한 마지막 투수로 기록됐다.

### 미국 프로야구 시절

#### 뉴욕 메츠시절
오릭스 버펄로스에서 잔류 요청을 했지만 MLB 진출을 도모하기 위해 거절했다. 그 후 뉴욕 양키스 등 다수의 팀에서 관심을 보였으나 최종 입단 팀은 뉴욕 메츠였다. 2005년 4월 5일 신시내티전에서 첫 홀드를 기록했다. 2005년 시즌에 주로 중간 계투로 활동하며 총 33경기에 등판해 승패 없이 3점대 평균자책점을 기록했다.

### 한국 프로야구 복귀

#### 한화 이글스복귀
뉴욕 메츠와 맺은 계약이 끝나는 과정에서 매끄럽지 못한 에이전트의 일 처리로 인해 우여곡절 끝에 2005년 시즌 후 한국으로 복귀하였다. 2006년 시즌에 마무리 투수로 활동하며 3승 4패, 37세이브, 1점대 평균자책점을 기록해 팀의 준우승에 공헌했다. 2009년 4월 28일 LG전에서 시즌 첫 등판을 했다. 그 해 정민철, 송진우가 차례로 은퇴했고 1년 후 그도 은퇴를 선언했다. 은퇴하며 그의 등번호 15번이 팀의 4번째 영구 결번으로 지정될 것으로 예상됐으나 당시 프런트가 영구 결번에 크게 관심을 가지지 않아 성사되지 못했다.
그는 2010년 9월 3일 삼성 라이온즈와의 경기에서 선발 등판해 은퇴 경기를 치렀고, 첫 타자 조동찬을 범타 처리한 후 마운드에서 내려왔다. 당시 팀 선수들은 그의 은퇴 경기에 일제히 현역 시절 별명인 '대성불패(臺晟不敗)'가 새겨진 유니폼을 착용하고 출전했다.

### 호주 프로야구 시절

#### 시드니 블루삭스시절
한국에서 은퇴 후에 입단했다. 2010년 11월 6일 캔버라 캐벌리와의 리그 개막 경기에서 세이브를 기록했다. 이는 오스트레일리안 베이스볼 리그 역사상 첫 세이브로 이 기록으로 한-일-오스트레일리아 3개국에서 모두 세이브를 기록한 유일한 투수가 됐다. 이 시즌에 12세이브를 기록해 오스트레일리안 베이스볼 리그의 첫 세이브왕을 기록했다. 2012-13시즌에는 매튜 윌리엄스가 시드니 블루삭스의 마무리 투수가 됨에 따라 그는 중간 계투로 보직이 변경됐다. 하지만 매튜 윌리엄스가 애틀레이드 바이트로 이적함에 따라 2013-14시즌에 그는 다시 팀의 마무리 투수가 됐다. 2013-14시즌에 2점대 평균자책점, 11세이브를 기록했다. 

#### 질롱 코리아시절
2019년 1월 19일 브리즈번 밴디츠와의 경기에서 마무리 투수로 등판해 1이닝 무실점을 기록했다. 2023년에 재입단하였다.

## 야구선수 은퇴 후
2016년부터 시드니 블루삭스의 투수코치로 활동했다. 2018년부터 오스트레일리안 베이스볼 리그 질롱 코리아의 감독으로 활동했다.
2024년 SBS 스포츠 해설위원으로 활동하고 있다.

## 수상
- 국제 야구연맹회장배 야구대회 최우수선수상 (1989년)
- 백호기 춘계/추계리그 최우수 투수상 및 체육훈장 기린상 (1989년)
- IBA대회 최우수 선수 (1990년)
- 아시아선수권대회 금메달 (1990년)
- 춘계, 추계리그 최우수 투수상 (1991년)
- 스페인 대륙간배 국제 야구대회 최우수 투수상, 승률상 (1991년)
- 대통령기 대학야구대회 최우수 투수상 (1992년)
- 오스트레일리안 베이스볼 리그 세이브 1위 (2010년~2011년)

## 에피소드
- 고교 시절 연습 경기에서 자신을 시험해보기 위해 고의사구로 만루를 채운 다음 나머지 세 타자들을 상대로 삼진을 잡았다.[8]
- 그가 일본 킬러로서의 면목을 드러낸 건 2000년 시드니 올림픽 3, 4위 결정전이었다. 당시 일본의 선발 투수는 '괴물 투수' 마쓰자카 다이스케였고, 그는 주전 포수 박경완의 부상으로 당시 신인 포수였던 홍성흔과 호흡을 맞췄다. 경기 당일 팔에 담이 걸려 숨을 쉴 수 없을 정도였지만 당시 감독이었던 김응용의 지시로 제 컨디션을 찾도록 노력했고, 150개가 넘는 공을 던지면서 9이닝 1실점, 11탈삼진으로 일본 타선을 꽁꽁 틀어막으며 한국의 동메달 획득에 지대한 공을 세웠다. 한편 2006년 제 1회 WBC 때도 구원 투수로 출전해 일본 킬러로서의 명성을 보여줬다. 특히 일본과의 예선 경기에서 불펜 투수들에게 스즈키 이치로를 맞히라고 지시한 후 3번째 투수로 등판한 배영수가 이치로를 몸에 맞는 볼로 내보내고 마운드를 내려가자 4번째 투수로 등판해서 그 이닝을 책임지고 다음 이닝까지 책임진 후에 박찬호에게 마운드를 넘겼다. 이때 낮게 제구되는 직구와 좌타자 바깥쪽 우타자 몸쪽으로 제구되는 슬라이더, 체인지업이 위력을 발휘했다. 공이 감추어졌다가 나오기 때문에 일본 타자들이 공을 볼 수 있는 시간이 짧아지고, 일본 타자들이 치지 못해 명실상부한 일본 킬러임을 다시 증명했다.
- 2005년 5월 22일 프로 생활 17년 만에 처음으로 타자로 나섰다. 첫 타석은 3구 삼진을 당했고, 2번째 타석에 들어섰을 때 당시 상대 투수는 사이영상 수상자이자 메이저 리그의 전설적인 좌완 투수 랜디 존슨이었다. 그런데 그를 상대로 펜스를 맞히는 2루타를 뽑아내는 데 성공하였다. 뒤이어 나온 타자 호세 레예스가 보내기 번트를 시도하고 성공하자 그는 순간 홈까지 쇄도하는 멋진 주루 플레이를 선보였고, 결국 그 경기에서 득점까지 올리는데 성공했다. 한편 마운드에서도 그는 1.1이닝 3탈삼진, 무실점으로 호투하며 그 경기에서 '오늘의 선수'로 뽑혔다. 그 당시 그는 야구 점퍼를 입고 있었는데 주머니에 연습용 야구공을 넣고 있었다. 그로 인해 헤드 퍼스트 슬라이딩을 하며 갈비뼈와 어깨 부상을 당했고, 그것으로 인해 그의 메이저 리그 생활도 사실상 종결됐다.

## 출신 학교
- 대전신흥초등학교
- 충남중학교
- 대전고등학교
- 한양대학교 체육학과

## 주요 기록
| 기록                                                                     | 날짜      | 상대팀 | 장소 | 경기 내용                                     | 종전 기록                                  |
| ------------------------------------------------------------------------ | --------- | ------ | ---- | --------------------------------------------- | ------------------------------------------ |
| 역대 최소 경기 200세이브(432경기) 역대 최연소 200세이브(37세 10개월 4일) | 2007.7.14 | 롯데   | 대전 | 9회초 3-4 상황에서 등판, 1이닝 1피안타 무실점 | 김용수 (539경기) 김용수 (38세 11개월 13일) |

## 국제대회 기록
- 1999년 서울 아시아 야구 선수권 : 2경기 1승 3.2이닝 13타자 13타수 2피안타 0사사구 8삼진 0자책, 평균자책점 0
- 2000년 시드니 올림픽 : 3경기 1승 19.1이닝 75타자 65타수 11피안타 7사사구 23삼진 4자책, 평균자책점 1.86
- 2006년 WBC : 5경기 1승 8이닝 31타자 30타수 6피안타 1사사구 3삼진 1자책, 평균자책점 1.13

## 통산 기록
| 연 도           | 소 속           | 나 이           | 승 리 | 패 전 | 승 률 | 평 자 책 | 출 장 | 선 발 | 완 투 | 완 봉 | 세 이 브 | 홀 드 | 이 닝  | 피 안 타 | 피 홈 런 | 볼 넷 | 고 4 | 탈 삼 진 | 몸 맞 | 보 크 | 폭 투 | 실 점 | 자 책 | 타 자 수 | W H I P |
| --------------- | --------------- | --------------- | ----- | ----- | ----- | -------- | ----- | ----- | ----- | ----- | -------- | ----- | ------ | -------- | -------- | ----- | ---- | -------- | ----- | ----- | ----- | ----- | ----- | -------- | ------- |
| 1993            | 빙그레          | 24              | 2     | 1     | .667  | 2.53     | 6     | 5     | 0     | 0     | 0        | 0     | 21.1   | 18       | 0        | 12    | 0    | 11       | 0     | 0     | 0     | 6     | 6     | 89       | 1.41    |
| 1994            | 한화            | 25              | 7     | 8     | .467  | 2.60     | 34    | 9     | 2     | 0     | 12       | 0     | 121.0  | 89       | 8        | 58    | 8    | 128      | 4     | 1     | 3     | 42    | 35    | 500      | 1.22    |
| 1995            | 한화            | 26              | 4     | 14    | .222  | 3.54     | 47    | 12    | 6     | 0     | 18       | 0     | 155.0  | 127      | 18       | 72    | 6    | 161      | 11    | 0     | 7     | 77    | 61    | 660      | 1.28    |
| 1996            | 한화            | 27              | 18    | 3     | .857  | 1.88     | 55    | 2     | 1     | 0     | 24       | 0     | 139.0  | 79       | 7        | 27    | 3    | 183      | 6     | 0     | 2     | 32    | 29    | 521      | 0.76    |
| 1997            | 한화            | 28              | 8     | 8     | .500  | 3.16     | 47    | 0     | 0     | 0     | 25       | 0     | 102.2  | 65       | 7        | 41    | 7    | 134      | 8     | 0     | 5     | 38    | 36    | 417      | 1.03    |
| 1998            | 한화            | 29              | 8     | 7     | .533  | 2.55     | 59    | 2     | 0     | 0     | 24       | 0     | 123.2  | 87       | 5        | 52    | 6    | 129      | 5     | 1     | 5     | 45    | 35    | 500      | 1.12    |
| 1999            | 한화            | 30              | 8     | 9     | .471  | 3.09     | 55    | 5     | 0     | 0     | 26       | 0     | 119.1  | 95       | 13       | 48    | 5    | 138      | 5     | 1     | 5     | 44    | 41    | 503      | 1.20    |
| 2000            | 한화            | 31              | 6     | 7     | .462  | 2.77     | 48    | 7     | 0     | 0     | 21       | 0     | 133.1  | 98       | 13       | 47    | 2    | 136      | 8     | 0     | 4     | 47    | 41    | 540      | 1.09    |
| 2001            | 오릭스          | 32              | 7     | 9     | .438  | 4.06     | 51    | 9     | 1     | 0     | 10       | 0     | 126.1  | 58       | 14       | 71    | 3    | 143      | 4     | 0     | 3     | 58    | 57    | 544      | 1.32    |
| 2002            | 오릭스          | 33              | 5     | 7     | .417  | 2.52     | 22    | 22    | 1     | 0     | 0        | 0     | 146.1  | 122      | 13       | 47    | 1    | 144      | 3     | 0     | 3     | 45    | 41    | 608      | 1.16    |
| 2003            | 오릭스          | 34              | 6     | 8     | .429  | 4.99     | 19    | 19    | 0     | 0     | 0        | 0     | 113.2  | 131      | 23       | 51    | 0    | 118      | 7     | 0     | 2     | 72    | 63    | 522      | 1.60    |
| 2004            | 오릭스          | 35              | 6     | 10    | .375  | 4.32     | 18    | 18    | 3     | 0     | 0        | 0     | 116.2  | 105      | 24       | 44    | 0    | 99       | 8     | 0     | 2     | 65    | 56    | 502      | 1.28    |
| 2005            | NYM             | 36              | 0     | 0     | ----  | 3.91     | 33    | 0     | 0     | 0     | 0        | 6     | 23.0   | 22       | 2        | 13    | 1    | 23       | 2     | 0     | 0     | 12    | 10    | 106      | 1.52    |
| 2006            | 한화            | 37              | 3     | 4     | .429  | 1.82     | 59    | 0     | 0     | 0     | 37       | 1     | 69.1   | 56       | 4        | 18    | 7    | 76       | 5     | 0     | 0     | 17    | 14    | 282      | 1.07    |
| 2007            | 한화            | 38              | 1     | 6     | .143  | 3.19     | 43    | 0     | 0     | 0     | 26       | 0     | 42.1   | 41       | 3        | 12    | 1    | 37       | 0     | 0     | 2     | 17    | 15    | 173      | 1.25    |
| 2008            | 한화            | 39              | 2     | 3     | .400  | 3.48     | 38    | 0     | 0     | 0     | 0        | 9     | 41.1   | 39       | 2        | 14    | 2    | 29       | 2     | 0     | 1     | 17    | 16    | 167      | 1.28    |
| 2009            | 한화            | 40              | 0     | 0     | ----  | 3.72     | 71    | 0     | 0     | 0     | 1        | 8     | 55.2   | 54       | 5        | 11    | 1    | 56       | 3     | 0     | 1     | 24    | 23    | 224      | 1.17    |
| 2010            | 한화            | 41              | 0     | 1     | .000  | 9.64     | 7     | 1     | 0     | 0     | 0        | 0     | 4.2    | 7        | 2        | 3     | 0    | 3        | 0     | 0     | 0     | 6     | 5     | 25       | 2.14    |
| 2010            | 시드니          | 41              | 2     | 1     | .667  | 1.00     | 18    | 0     | 0     | 0     | 12       | 0     | 27.0   | 14       | 0        | 8     | 1    | 30       | 2     | 0     | 1     | 4     | 3     | 108      | 0.82    |
| 2011            | 시드니          | 42              | 0     | 3     | .000  | 3.38     | 14    | 0     | 0     | 0     | 8        | 0     | 18.2   | 19       | 0        | 6     | 2    | 14       | 0     | 0     | 1     | 7     | 6     | 86       | 1.34    |
| 2012            | 시드니          | 43              | 0     | 2     | .000  | 2.89     | 18    | 0     | 0     | 0     | 0        | 7     | 18.2   | 19       | 0        | 6     | 2    | 14       | 0     | 0     | 1     | 7     | 6     | 86       | 1.34    |
| 2013            | 시드니          | 44              | 1     | 1     | .500  | 2.08     | 21    | 1     | 0     | 0     | 11       | 0     | 26.0   | 20       | 1        | 11    | 1    | 23       | 1     | 0     | 2     | 6     | 6     | 108      | 1.19    |
| 2014            | 시드니          | 45              | 0     | 1     | .000  | 2.12     | 15    | 0     | 0     | 0     | 4        | 2     | 17.0   | 19       | 1        | 7     | 0    | 21       | 0     | 0     | 0     | 4     | 4     | 75       | 1.53    |
| KBO 통산 : 13년 | KBO 통산 : 13년 | KBO 통산 : 13년 | 67    | 71    | .414  | 2.85     | 569   | 43    | 9     | 0     | 214      | 18    | 1128.2 | 855      | 87       | 415   | 48   | 1221     | 57    | 3     | 35    | 412   | 357   | 4601     | 1.13    |
| NPB 통산 : 4년  | NPB 통산 : 4년  | NPB 통산 : 4년  | 24    | 34    | .583  | 3.88     | 110   | 68    | 5     | 0     | 10       | 0     | 503.0  | 416      | 74       | 213   | 4    | 504      | 22    | 0     | 10    | 240   | 217   | 2176     | 1.25    |
| MLB 통산 : 1년  | MLB 통산 : 1년  | MLB 통산 : 1년  | 0     | 0     | ----  | 3.91     | 33    | 0     | 0     | 0     | 0        | 6     | 23.0   | 22       | 2        | 13    | 1    | 23       | 2     | 0     | 0     | 12    | 10    | 106      | 1.52    |
| ABL 통산 : 5년  | ABL 통산 : 5년  | ABL 통산 : 5년  | 3     | 8     | .273  | 2.15     | 86    | 1     | 0     | 0     | 35       | 9     | 104.2  | 91       | 4        | 38    | 4    | 107      | 2     | 0     | 5     | 28    | 25    | 463      | 1.23    |

- 시즌 기록 중 굵은 글씨는 해당 시즌 리그 최고 기록

## 같이 보기
- 대한민국 출신 메이저 리그 베이스볼 선수 목록